# الکساندر میخایلوویچ کوندراتف
الکساندر میخایلوویچ کندراتف (به روسی: Алекса́ндр Миха́йлович Кондра́тов)‏ (زادهٔ ۳ اکتبر ۱۹۳۷ در اسمولنسک – درگذشتهٔ ۱۶ آوریل ۱۹۹۳ در سن پترزبورگ) زبان‌شناس، زیست‌شناس، روزنامه‌نگار و شاعر روسی بود. او کتاب‌های بسیاری دربارهٔ موضوعات گوناگون، ازجمله زبان‌های باستانی و نو، تاریخ، ریاضیات، دیرینه‌شناسی، زمین‌شناسی، اقیانوس‌شناسی، نهان‌جاندارشناسی، و آتلانتیس نوشت. وی شعر هم می‌سرود.
کندراتف نخستین شهروند روسیه بود که رساله‌ای دربارهٔ دایناسورهایی که ظاهراً تا «دوران جدید» باقی مانده‌اند نوشت.